# 1072 Malva
1072 Malva là một tiểu hành tinh bay quanh Mặt Trời được phát hiện ngày 4 tháng 10 năm 1926 bởi Karl Wilhelm Reinmuth. Nó được đặt theo tên Malva or Mallow genus, although it initially received the designation 1926 TA.